# 명곡제작소-주문 즉시 만들어 드립니다
《명곡제작소-주문 즉시 만들어 드립니다》는 2023년 8월 20일부터 2023년 10월 29일까지 TV조선에서 방영된 예능 텔레비전 프로그램이다.

## 출연진
- 김준현
- 김호중
- 안성훈 (1회 ~ 3회, 6회 ~ 8회)
- 알고보니 혼수상태

## 게스트
- 조영남, 홍진영 (1회)
- 정훈희, 송가인 (2회)
- 서인영, 최성수, 진성 (3회)
- 김소현, 손준호, 홍서범 (4회)
- 홍지윤, 홍자, 조항조 (5회)
- 전영록, 금잔디 (6회)
- 이치현, 김범룡, 츄, 진시몬, 정미애, 조성환 (7회)
- 정미애, 조성환, 홍경민, 구창모 (8회)

## 결방 및 편성 변경
- 2023년 9월 24일 ~ 2023년 10월 8일 : 2022 항저우 아시안 게임 중계방송으로 인한 결방.